# Кубок Шотландії з футболу 1883—1884
Кубок Шотландії з футболу 1883–1884 — 11-й розіграш кубкового футбольного турніру у Шотландії. Титул всьоме здобув Квінз Парк.

## Четвертий раунд
Команда Артурлі пройшла до наступного раунду після жеребкування.
| Команда 1           | Рахунок | Команда 2           |
| ------------------- | ------- | ------------------- |
| 3 листопада 1883    |         |                     |
| Батлфілд            | +:-     | Единбург Юніверсіті |
| 10 листопада 1883   |         |                     |
| Картвейл            | 4:2     | Аберкорн            |
| Данблейн            | 1:6     | Рейнджерс           |
| Гіберніан           | 8:1     | Фіфз КРВ            |
| Кілмарнок Атлетік   | 2:3     | Камбусленг          |
| Моучлайн            | 4:0     | Роял Альберт        |
| Партік Тісл         | 0:4     | Квінз Парк          |
| Поллокшилдс Атлетік | 11:0    | Ауе Бойс            |
| Сент-Бернардс       | 2:0     | Торнлібенк          |
| Вейл оф Левен       | 6:0     | Данді Гарп          |

## П'ятий раунд
Команди Батлфілд, Камбусленг, Картвейл, Гіберніан, Квінз Парк  пройшли до наступного раунду після жеребкування.
| Команда 1                    | Рахунок | Команда 2           |
| ---------------------------- | ------- | ------------------- |
| 1 грудня 1883                |         |                     |
| Артурлі                      | 0:0     | Вейл оф Левен       |
| Моучлайн                     | 2:3     | Поллокшилдс Атлетік |
| Сент-Бернардс                | 0:3     | Рейнджерс           |
| 8 грудня 1883 (перегравання) |         |                     |
| Вейл оф Левен                | 3:1     | Артурлі             |

## Чвертьфінали
| Команда 1      | Рахунок | Команда 2           |
| -------------- | ------- | ------------------- |
| 22 грудня 1883 |         |                     |
| Камбусленг     | 1:5     | Рейнджерс           |
| Гіберніан      | 6:1     | Батлфілд            |
| Квінз Парк     | 6:1     | Картвейл            |
| Вейл оф Левен  | 4:2     | Поллокшилдс Атлетік |

## Півфінали
| Команда 1     | Рахунок | Команда 2  |
| ------------- | ------- | ---------- |
| 19 січня 1884 |         |            |
| Вейл оф Левен | 3:0     | Рейнджерс  |
| 2 лютого 1884 |         |            |
| Гіберніан     | 1:5     | Квінз Парк |

## Фінал
Вейл оф Левен відмовились від гри, не маючи достатньої кількості гравців.
| 16 лютого 1884 |

| Квінз Парк | +:- | Вейл оф Левен |
| ---------- | --- | ------------- |
|            |     |               |

| Кезкін-Парк, Глазго |